# 37865 Georgesattard
37865 Georgesattard è un asteroide della fascia principale. Scoperto nel 1998, presenta un'orbita caratterizzata da un semiasse maggiore pari a 2,5974552 au e da un'eccentricità di 0,1541347, inclinata di 13,83134° rispetto all'eclittica.